# Xylocopa incandescens
Xylocopa incandescens är en biart som först beskrevs av Cockerell 1932.  Xylocopa incandescens ingår i släktet snickarbin, och familjen långtungebin. Inga underarter finns listade i Catalogue of Life.